# Iris afghanica
Iris afghanica Wendelbo  är en alpin ört, som  ingår i släktet irisar, och familjen irisväxter. 

## Beskrivning
Iris afghanica är en perenn med bruna utlöpare såväl under som ovan mark. Den växer i tuvor, som kan bli upp till 20 cm tvärs över.
I Europa kommer bladen i februari. De blir upp till 30 cm långa och 2 – 6 mm breda; färgen grågrön. När blomningen är över vissnar bladen och dör. Blad i tuvans ytterkant blir ofta böjda sidlänges. 
Stjälken blir 15 – 30 cm lång och får en eller två blommor i toppen; på norra halvklotet april – juni; på södra halvklotet oktober – december.
blomman är i nyanser mellan gräddgul och vit med rödbruna strimmor. Somliga av blommans kronblad är försedda med gulgröna eller rödbruna hår. Blommans storlek är 8 – 9 cm tvärs över. Blomningen avslutas med en kapsel, som innehåller frön.
Kromosomtalet är 2n = 22.
Kompletterande taxon:
Section = Regelia.

    Subgenus = Iris.
Inga underarter finns listade i Catalogue of Life.

## Habitat
Nordöstra Afghanistan.

## Biotop
Soliga, steniga bergsluttningar på höjder mellan 1 500 och 3 300 m ö h.

## Etymologi
- Släktnamnet Iris är grekiska och betyder regnbåge. Det syftar på irisarternas mångfald av färger.
- Artepitetet afghanica syftar på landet Afghanistan, där fyndet av det först beskriva exemplaret gjordes.

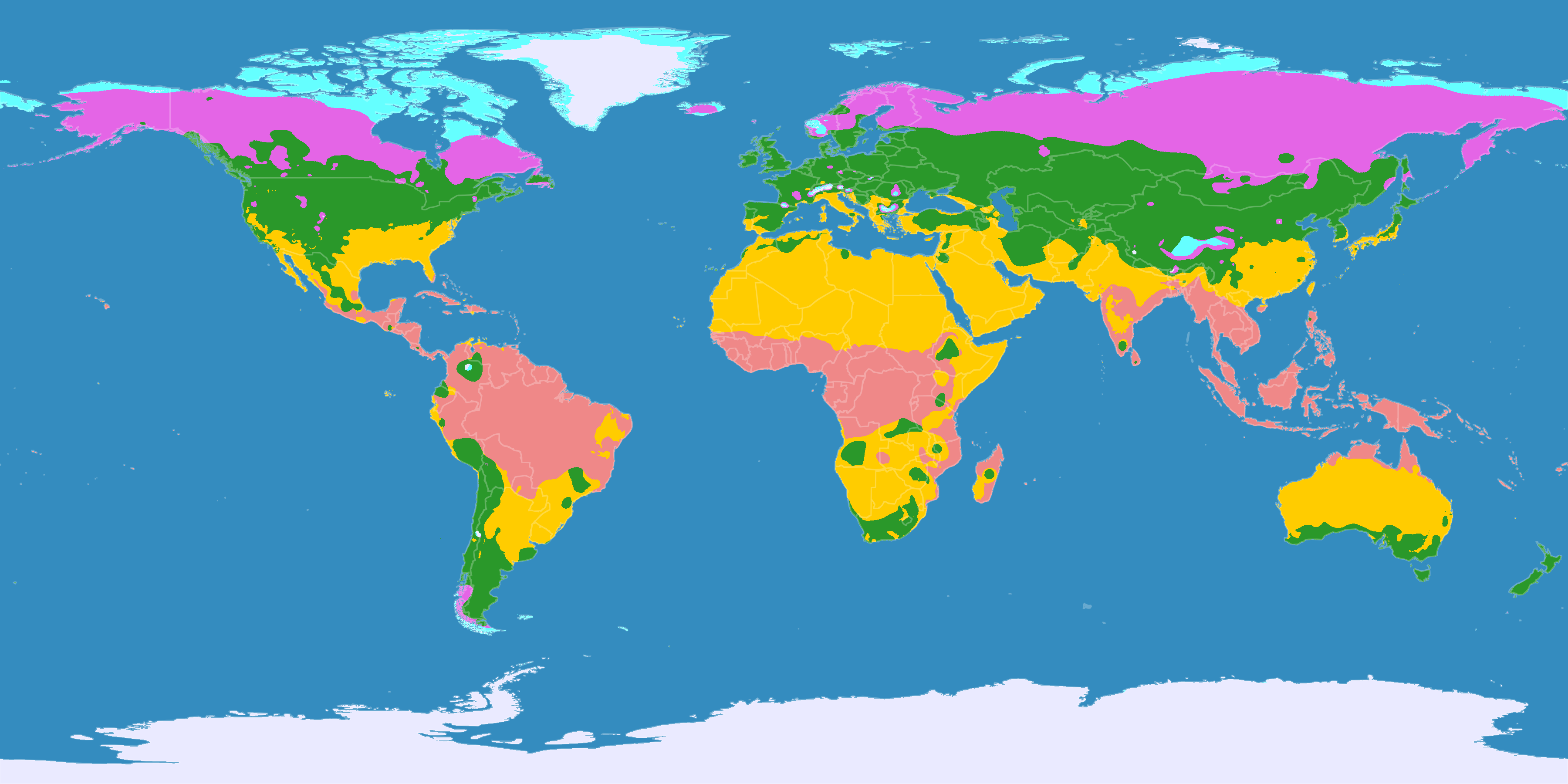
Världens klimatzoner
Tempererat klimat markerat med grönt
Vänsterklicka på bilden för förstoring

## Användning
Odlas som prydnadsväxt i tempererat klimat i välventilerad, sval drivbänk eller svalt växthus, även det välventilerat.